# Torsten Pinkohs
Torsten Pinkohs (* 28. Oktober 1962) ist ein ehemaliger deutscher Fußballspieler. Er spielte von 1980 bis 1985 für den FC Hansa Rostock in der DDR-Oberliga. Pinkohs ist mehrfacher DDR-Juniorennationalspieler.

## Sportliche Laufbahn
Pinkohs begann seine Laufbahn als Fußballspieler 1970 in der Kindermannschaft des FC Hansa Rostock. Als Juniorenspieler gehörte er in den Jahren 1980 und 1981 zum Kader der DDR-Juniorennationalmannschaft, mit der er zehn Länderspiele absolvierte, in denen er einmal zum Torerfolg kam. Für Hansa Rostock spielte er 1980/81 bereits im Männerbereich. Er wurde sowohl in der Nachwuchsoberliga als auch mit der 1. Mannschaft in der DDR-Oberliga eingesetzt. Für den Nachwuchs bestritt der 1,83 m große Stürmer zehn Spiele mit drei Toren und in der Oberliga wurde er zweimal aufgeboten, wobei er bei seinem zweiten Einsatz sein erstes Oberligator schoss. Bei dieser Begegnung am 15. April 1981 verletzte sich Pinkohs schwer, musste operiert werden und konnte erst am 20. März 1982 in der Nachwuchsoberliga wieder ein Pflichtspiel bestreiten. Bis zum Saisonende spielte er siebenmal für den Nachwuchs, wurde aber nur als Einwechselspieler aufgeboten. Auch in der Spielzeit 1982/83 spielte Pinkohs nur in der Nachwuchsoberliga, gehörte dort aber mit 24 Einsätzen (3 Tore) zum Spielerstamm. Als zur Saison 1983/84 die Nachwuchsoberliga aufgelöst wurde und deren Teams als 2. Mannschaften in die drittklassigen Bezirksligen integriert wurden, kam Pinkohs in dieser Saison hauptsächlich mit Hansa II in der Bezirksliga Rostock zum Einsatz. Mit dieser Mannschaft wurde er Bezirksmeister, der Aufstieg in die DDR-Liga wurde in der Aufstiegsrunde aber verpasst. In der Oberliga feierte Pinkohs in der Rückrunde der Saison sein Comeback, er wurde in vier Punktspielen eingesetzt. 1984/85 gehörte er wieder offiziell zum Oberligaaufgebot und wurde vom 9. Spieltag an fast in allen Punktspielen aufgeboten (16/1), darunter neunmal von Beginn an. In der Hinrunde der Saison 1985/86 kam Pinkohs in zehn Oberligaspielen zum Einsatz, verletzte sich im Dezember aber erneut und spielte bis zum Saisonende nicht mehr. Der FC Hansa beendete die Saison als Absteiger und war 1986/87 in der DDR-Liga vertreten. Pinkohs wurde zwar für die 1. Mannschaft nominiert, wurde aber nicht eingesetzt.
Noch im Herbst 1986 wechselte Pinkohs zum DDR-Ligisten BSG Schiffahrt/Hafen Rostock, wo er bis zum Ende der Saison 21 von 36 Punktspiele (zwei Tore) bestritt. Auch mit der BSG Schiffahrt/Hafen erlebte Pinkohs wieder einen Abstieg, und er spielte 1987/88 zum wiederholten Male in der Bezirksliga. Mit der Mannschaft schaffte er die sofortige Rückkehr in die DDR-Liga, wo er in der Hinrunde 1988/89 mit Schiffahrt/Hafen noch fünf Punktspiele (ein Tor) bestritt. Danach wurde er zum Wehrdienst eingezogen und war bei der Armeesportgemeinschaft Vorwärts Drögeheide in der Bezirksliga Neubrandenburg bis 1990 als Trainer tätig. Später arbeitete Pinkohs als Nachwuchstrainer wieder bei Hansa Rostock.